# Brug 244
Brug 244 is een vaste brug in Westpoort.
Het kunstwerk is gelegen in de Nieuwe Hemweg en voert over het Tweede Koelwaterkanaal van de Centrale Hemweg. De brug werd gelijktijdig met brug 361 verderop in de Nieuwe Hemweg ontworpen, vandaar dat ze uiterlijk dezelfde kenmerken hebben. Over de brug liggen een tweebaansweg voor snelverkeer en een tweebaans fietspad. Tussen rijweg en fietspad ligt een berm die ter plaatse van de overspanning overgaat in stoeptegels. Aan de noordzijde van de brug ligt ook een berm, die ook aldaar op de overspanning overgaat in tegelwerk. Het ontwerp van beide bruggen kwam van de Dienst der Publieke Werken met als esthetische architect Dirk Sterenberg. De brug is uitgevoerd in prefab- en gewapend beton en wordt gedragen door een paalfundering van gewapend beton.
Direct ten noorden van brug 244 ligt spoorbrug brug 275.
<<< · 200 · 201 · 202 · 203 · 204 · 205 · 206 · 207 · 208 · 209 ·  210 · 211 · 212 · 213 · 214 · 215 · 216 · 217 · 218 · 220 · 221 · 222 · 223 · 224 · 225 · 226 · 227 · 228 · 228P · 229 · 230 · 231 · 232 · 233 · 234 · 235 · 236 · 237 · 238 · 239 ·  240 · 241 · 242 · 243 · 244 · 245 · 246 · 247 · 248 · 249 ·  250 · 251 · 252 · 253 · 254 · 255 · 256 · 257 · 258 · 259 · 260 · 261 · 262 · 263 · 264 · 265 · 266 · 267 · 270 · 271 · 272 · 273 · 274 · 275 · 277 · 278 · 279 · 280 · 281 · 283 · 285 · 286 · 287 · 288 · 289 · 290 · 291 · 292 · 293 · 295 · 296 · 297 · 298 · 299 · >>>
Brugnummers 219, 268, 269, 276, 282, 284, 294 zijn niet (meer) in omloop.